# Episodi di Hotel (quarta stagione)
La quarta stagione della serie televisiva Hotel, composta da 22 episodi, è stata trasmessa per la prima volta negli Stati Uniti dal 1º ottobre 1986 al 27 maggio 1987.
| nº | Titolo originale      | Titolo italiano | Prima TV USA     | Prima TV Italia |
| -- | --------------------- | --------------- | ---------------- | --------------- |
| 1  | Opening Moves         |                 | 1 ottobre 1986   |                 |
| 2  | Queen's Gambit        |                 | 22 ottobre 1986  |                 |
| 3  | Enemies Within        |                 | 29 ottobre 1986  |                 |
| 4  | Double Jeopardy       |                 | 5 novembre 1986  |                 |
| 5  | Hornet's Nest         |                 | 12 novembre 1986 |                 |
| 6  | Undercurrents         |                 | 19 novembre 1986 |                 |
| 7  | Forsaking All Others  |                 | 26 novembre 1986 |                 |
| 8  | Pressure Points       |                 | 3 dicembre 1986  |                 |
| 9  | Restless Nights       |                 | 10 dicembre 1986 |                 |
| 10 | Shadow Play           |                 | 17 dicembre 1986 |                 |
| 11 | Pitfalls              |                 | 7 gennaio 1987   |                 |
| 12 | Discoveries           |                 | 14 gennaio 1987  |                 |
| 13 | Fast Forward          |                 | 21 gennaio 1987  |                 |
| 14 | Controlling Interests |                 | 28 gennaio 1987  |                 |
| 15 | Unfinished Business   |                 | 4 febbraio 1987  |                 |
| 16 | Fatal Attraction      |                 | 11 febbraio 1987 |                 |
| 17 | Class of '72          |                 | 4 marzo 1987     |                 |
| 18 | Barriers              |                 | 11 marzo 1987    |                 |
| 19 | Glass People          |                 | 18 marzo 1987    |                 |
| 20 | Second Thoughts       |                 | 20 maggio 1987   |                 |
| 21 | Past Tense            |                 | 27 maggio 1987   |                 |
| 22 | All the King's Horses |                 | 27 maggio 1987   |                 |